# Ænima
Ænima — музичний альбом гурту Tool.

## Список пісень
1. Stinkfist — 5:11
2. Eulogy — 8:29
3. H. — 6:03
4. Useful Idiot — 0:39
5. Forty Six & 2 — 6:03
6. Message To Harry Manback — 1:53
7. Hooker With A Penis — 4:34
8. Intermission — 0:56
9. jimmy — 5:24
10. Die Eier Von Satan — 2:17
11. Pushit — 9:56
12. Cesaro Summability — 1:26
13. Ænema — 6:40
14. (-) Ions — 4:00
15. Third Eye — 13:47